# Dietmar Bartsch
Dietmar Bartsch (Stralsund, 1958. március 31. –) német közgazdász és politikus. Kitűnő eredménnyel érettségizett 1976-ban, majd 1977-ben az SED tagja lett. 2004 májusa és 2005 decembere között a Neues Deutschland című napilap üzletvezetője volt. Nős, két gyermek édesapja.